# Theodor August Heintzman
Theodor August Heintzman (ou Theodor Heintzman), né le 19 mai 1817 à Berlin (royaume de Prusse) et mort le 25 juillet 1899 à Toronto (Ontario), est un facteur de pianos et homme d'affaires. Il est le fondateur de l'entreprise Heintzman & Co, spécialisée dans la facture instrumentale de pianos et leader canadien sur ce marché.

## Précaution
Plusieurs éléments de la vie de Theodor August avant son installation à Toronto aux alentours de 1860 sont peu documentés. Certaines informations sont parfois lacunaires et contradictoires les unes avec les autres.
Les spécialistes s'accordent toutefois à dire qu'aucun document ne vient étayer l'idée que Theodor Heintzman aurait conçu et dessiné un modèle de locomotive pendant qu'il vivait à Berlin ni qu'il aurait travaillé avec Henry Steinway à Berlin ou New York,.

## Biographie
Theodor August Heintzman est né le 19 mai 1817 à Berlin. Le père de Theodor Heintzman est ébéniste et possède un atelier. Il est par ailleurs vraisemblable que l'atelier était impliqué dans la facture de certaines pièces de pianos, comme les tables d'harmonie ou les touches du clavier. Après sa scolarité élémentaire, l'enfant entreprend probablement une formation d'ébéniste auprès de son père,.
Manifestement intéressé par la facture instrumentale de piano, Theodor Heintzman poursuit son apprentissage dans cette voie. Il apprend notamment la fabrication des touches auprès d'un artisan berlinois. En 1831, il entre en apprentissage auprès du facteur William Grenew,,.
Après son mariage en 1844, Theodor Heintzman est embauché comme facteur de pianos dans l'entreprise de l'oncle de sa femme. Face à l’agitation qui touche Berlin durant les années 1840, la famille de son épouse décide d'émigrer aux États-Unis en 1848. Theodor Heintzman, sa femme et leurs enfants  les rejoignent à New York en 1849,.
À New York, Theodor Heintzman est engagé chez le facteur Lighte and Newton. La vie pour la famille est toutefois difficile : deux enfants meurent durant ces premiers mois new yorkais.
En 1852, Theodor et sa famille quitte New York pour Buffalo. Theodor y travaille pour le facteur Keogh Piano Company mais à partir de 1853 il se lance dans l’entreprenariat en parallèle de son emploi. Il acquiert des parts dans l'entreprise Western Piano Company et participe à son développement jusqu'à sa faillite en 1857 à la suite de la première crise économique mondiale,,.
La famille s'installe à Toronto vraisemblablement en 1860. La région des grands lacs, et notamment Montréal et Toronto, se distingue pour son industrie de facture de pianos en développement,. Il est probable que Theodor Heintzman ait rencontré à Buffalo le facteur John Morgan Thomas et que celui-ci lui ait proposé une place dans son atelier de Toronto. Durant ces premières années torontoises, Theodor Heintzman est employé par Thomas Piano Company. Parallèlement à son emploi, le facteur commence sans doute à réaliser des instruments à son domicile et les vend pour son propre compte,.
En 1866, Theodor Heintzman fonde l'entreprise Heintzman & Co avec le soutien financier de son gendre,. D'abord situé dans un petit atelier, la marque rencontre un succès commercial durant ces premières années. Theodor Heintzman doit ainsi embaucher des ouvriers pour tenir ses cadences de production et acquérir des locaux plus spacieux en 1868 et 1873,.
Intéressé par les aspects technologiques et soucieux d'assurer la qualité des instruments Heintzman, Theodor Heintzman perfectionne le système du chevalet à agrafes. Il dépose des brevets auprès des autorités en 1873, 1882, 1884 et 1896,.
Theodor August Heintzman meurt dans sa maison à Toronto le 25 juillet 1899,.

## Vie privée
Theodor Heintzman se marie en 1844. Le couple a 11 enfants : 6 garçons et 5 filles.